# Glenea neosangirica
Glenea neosangirica là một loài bọ cánh cứng trong họ Cerambycidae.